# Ясас, Юозас Прано
Юозас Прано Ясас (22 октября 1917 года, деревня Шилишкяй, Шавлинский уезд, Ковенская губерния — 29 сентября 1986 года, Вильнюс, Литовская ССР) — директор совхоза «Бейнорава» Радвилишкского района, Литовская ССР. Герой Социалистического Труда (1966).

## Биография
Родился в 1917 году в крестьянской семье в деревне Шилишкяй Шавлинского уезда. В 1936 году окончил сельскохозяйственную школу в селе Плинкшяй и в 1937 году — сельскохозяйственные курсы при Литовской сельскохозяйственной академии. В последующие годы трудился контролёром-ассистентом сельского хозяйства в Шяуляйском уезде. После Второй мировой войны работал агрономом в различных сельскохозяйственных производствах Акмянского, Радвилишкского и Пренайского районов Литовской ССР. Член КПСС.
В 1957 году назначен директором совхоза «Бейнорава» Радвилишкского района. В 1962 году окончил заочное отделение Литовской сельскохозяйственной академии. Во время Семилетки (1959—1965) вывел совхоз в число передовых сельскохозяйственных предприятий Литовской ССР. 22 марта 1966 года Указом Президиума Верховного Совета СССР удостоен звания Героя Социалистического Труда «за достигнутые успехи в развитии животноводства, увеличении производства и заготовок мяса, молока и другой продукции» с вручением ордена Ленина и золотой медали Серп и Молот.
С 1969 года — начальник отдела кормов Управления земледелия Министерства сельского хозяйства Литовской ССР, с 1978 года до выхода на пенсию — главный агроном отдела семеноводства трав Республиканского сортосеменоводческого объединения.
После выхода на пенсию проживал в Вильнюсе, где скончался в сентябре 1986 года.	
Награды и звания
- Герой Социалистического Труда
- Орден Ленина
- Заслуженный агроном Литовской ССР.